# Petrell del Magenta
El petrell del Magenta (Pterodroma magentae) és un ocell marí de la família dels procel·làrids (Procellariidae) que cria a les illes Chatham i es dispersa més tard pel Pacífic meridional.